# Воук (политика)
Воук (от англ. woke, прошедшее время от глагола wake «проснуться»), также «вокизм», «воукизм», «воук-культура» — американский политический термин, происходящий из афроамериканского английского и обозначающий повышенное внимание к вопросам, касающимся социальной, расовой и половой справедливости. К концу 2010-х годов термин «воук» приобрёл более общее значение: «связанный с левой политикой, либеральными движениями, феминизмом, ЛГБТ-активизмом» и стал предметом мемов, иронического использования и критики.
В не-пейоративном значении термин «воук(изм)» можно считать синонимом критической теории социальной справедливости (Critical Social Justice, CSJ), включающей в себя ряд более узких направлений, основанных на критической теории и философии постмодернизма (таких, например, как интерсекциональный феминизм, критическая расовая теория, постколониальные исследования, квир-теория, а также исследования инвалидности и человеческой полноты).

## Общая характеристика
Французский философ Пьер-Анри Тавуайо определяет «воукизм» или «прогрессивизм» как корпус теорий, построенных вокруг идентичности (например, гендера или расы) и утверждающих, что все аспекты общества могут быть сведены к динамике между угнетающей и угнетенной стороной, в то время как «пробудившиеся» (woke) выступают за отмену всего способствующего этому угнетению, что на практике может выражаться в контроле над языком в целях инклюзивности, реформах образования, или же в деконструкции гендерных ролей. При этом сторонниками «воукизма» утверждается, что угнетение происходит прежде всего не в результате сознательных действий личностей или групп, наделенных властью, а из их бессознательного желания выстроить общество так, чтобы сохранить свои привилегированные позиции, и замечать это могут только либо сами подвергаемые угнетению, либо вооруженные соответствующей критической теорией. Такие люди и называются «пробудившимися» (woke).
Таким образом, можно выделить основные идеи, характерные для CSJ/«воукизма»:
- восприятие людей прежде всего не как индивидов, а как членов групп, основанных на идентичности, и как вольных или невольных угнетателей или угнетенных, в зависимости от отношений между их коллективными идентичностями;
- стремление регулировать язык и поведение людей в зависимости от их идентичностей, и противодействие высказываниям и действиям, которые воспринимаются как «угнетающие».

На практике степень привилегированности или угнетенности той или иной группы оценивается с помощью теории привилегий, получившей известность благодаря эссе Пегги Макинтош «Привилегия белых: распаковка невидимого рюкзака». В нем автор приводит примеры ситуаций, в которых она, как обеспеченная белая женщина, получает со стороны общества незаслуженно лучшее отношение, чем представители других расовых групп, несмотря на декларируемое в законодательстве США равенство всех граждан. Изначально, под влиянием критической расовой теории, речь шла только о привилегиях белых, но поднее концепция социальной привилегии, не связанной с экономическим классом, распространилась и на другие категории идентичности: мужчин, гетеросексуалов, цисгендеров, людей без лишнего веса, трудоспособных и т. д. Таким образом, эта теория считает проблемой и несправедливостью в первую очередь не дискриминацию и бесправие, а то, что определенные группы населения не сталкиваются с этими проблемами. С тех пор сознание привилегий почти вытеснило идею классового сознания в среде левых активистов, исследователей и политиков.
Политолог Яша Мунк, признавая существование угнетения меньшинств в различных обществах и желание бороться с ним, оценивает эту идеологию как «попытку поставить идентичность в центр всех аспектов жизни». Аналогично, автор Тим Урбан считает, что следует различать либеральное движение за социальную справедливость, ориентированное на права индивидуума, и фундаменталистское — более авторитарное и сфокусированное на групповых идентичностях. В данной статье речь идет именно о втором случае.
Изначально эта идеология не выходила за рамки академических публикаций по гуманитарным наукам, практически неизвестных широкой публике, но в 2010-х гг. она широко распространилась в американском обществе. Этот процесс был назван «The Great Awokening» британским политическим комментатором Эндрю Салливаном, считавшим сторонников «воукизма» не меньшими фанатиками, чем американские христианские фундаменталисты, и показывающими не меньшее желание обвинять своих оппонентов в «ереси», исключая их из общества или принуждая их к публичному покаянию за свои взгляды..
С тех пор эти взгляды стали все более преобладающими в общественном дискурсе и других западных стран, в том числе Великобритании, Канады, Бельгии, Нидерландов, Австралии и Швеции. Появление этих идей в Финляндии спровоцировало широкую дискуссию в прессе; согласно исследованию, проведенному в 2024 году в этой стране, как в среде студентов университетов, так и среди широкой общественности большинство респондентов не поддерживают эти идеи, при этом среди женщин и указавших свой пол как «другой» зафиксирован существенно более высокий уровень их поддержки, чем среди мужчин.
Для активистов с этими взглядами характерно использование особого узнаваемого лексикона: «культурная апроприация», «привилегии белых», «безопасное пространство», «дискурсивное насилие», «микроагрессия», «токсичная маскулинность», «культура изнасилования», «интерсекциональность», «предупреждение о триггере» и т. д. и т. п. Частота употребления терминов из составленного изданием Tablet «индекса воук-терминов» в крупных англоязычных СМИ (таких как The New York Times) резко возросла всего за несколько лет в период «The Great Awokening» в 2010-х гг. В частности, резкий рост упоминания различных производных от слова «расизм» объясняется не тем, что за этот период расистские инциденты стали более частыми, а расширением терминологических и нормативных границ понятий «расизм» и «расистское поведение».
Регулирующий аспект этой идеологии наиболее отчетливо проявляется в поддержке различных ограничений свободы высказываний и действий. Этот активизм включает в себя борьбу с микроагрессией (мелкими неуважительными высказываниями и действиями, которые воспринимаются как оскорбительные для маргинализированных групп) и культурной апроприацией, а также попытки создать безопасные пространства (в которых высказывания ограничены тем, что считается безобидным для маргинализированных групп людей), добавлять предупреждения о триггерах к текстам (например, предупреждения о том, что текст может содержать оскорбительное изображение или язык), и убеждать людей заявлять о своих предпочитаемых гендерных местоимениях в интернете. Часто высказывания, которые предлагается ограничить, могут рассматриваться как поощряющие то, что активисты воспринимают как угнетение маргинализированных идентичностей, но в то же время они обычно остаются в рамках закона и рассматриваются другими людьми как находящиеся в сфере «рынка идей» в либеральной демократии. В современной культуре, прежде всего в социальных сетях и на университетских кампусах, различные люди зачастую сталкиваются с негативными последствиями разной степени как в Интернете, так и в реальной жизни после публикации чего-либо, что привлекает внимание интернет-активистов.

### Состав
В состав критической теории социальной справедливости входят академические дисциплины, изучающие различные формы угнетения, в том числе критическая расовая теория и интерсекциональный феминизм, которые, в свою очередь, заимствовали часть своей эпистемологии из критической теории, постмодернизма и постколониальных исследований. В более широкий круг релевантных дисциплин также входит чёрный феминизм, квир-теория и трансгендерные исследования, но их список этим не ограничивается. Этот набор теоретических подходов также начал применяться в исследованиях глобального потепления.
- Критическая расовая теория утверждает, что деление на расы является социальным конструктом и не связано с какой-либо биологической реальностью, в то же время расизм и превосходство белых присутствуют повсеместно, и политика «цветовой слепоты», игнорирующая расовую принадлежность в пользу личных качеств людей, недостаточна для борьбы с дискриминацией, а «не-белые» группы населения имеют свой уникальный взгляд на мир, отличающийся от взгляда белых.
- Квир-теория может быть вкратце описана как механизм проблематизации границ между гендерными понятиями: «мужчина», «женщина», «гетеросексуал», «гей» и т. п.; в частности, утверждается об отсутствии объективных границ между мужчинами и женщинами, и что гендер и, возможно, даже биологический пол являются социальными конструктами. Этот активизм зачастую идет рука об руку с расовым активизмом (в частности, в рамках движения Black Lives Matter).
- Постколониальная теория основана на постмодернизме и ставит целью сопротивление колониализму во всех аспектах культуры. «Деколонизация» может выражаться, например, в борьбе с культурной апроприацией (ситуацией, когда привилегированная группа использует элементы культуры угнетенной группы), требованиях демонтажа монументов различным спорным историческим личностям (например, рабовладельцам в США), или требованиях «деколонизировать» университетские программы, снизив в них долю авторов белого/европейского происхождения.
- Интерсекциональность связывает воедино все эти различные подходы к политике идентичности[7].

## Происхождение
Критическая теория социальной справедливости имеет корни в философии постмодернизма, а также в более ранней критической теории, основанной на сочетании идей Маркса и Фрейда, и некоторых идеях немецкой идеалистической философии, в частности, идеи Гегеля о существовании общего коллективного «духа» у групп людей (популярной и у более поздних теоретиков). В утверждениях сторонников CSJ также можно заметить сходство с некоторыми идеями, распространенными до начала эпохи Просвещения — например, идею о существовании особого знания, доступного лишь определенным группам людей, а также апелляцию к авторитету, иллиберализм и стремление ограничить свободу высказываний.
Дж. Линдси и Х. Плакроуз показывают, что основы критических теорий, связанных с «воукизмом», сводятся к двум основным принципам, происходящим из постмодернизма:
- Постмодернистский принцип знания: радикальный скептицизм в отношении возможности получения объективного знания или истины, а также приверженность культурному конструктивизму. В научной мысли эпохи Просвещении объективная истина рассматривалась как нечто существующее, что можно хотя бы приблизительно познать с помощью экспериментов и критериев фальсифицируемости. Постмодернистский же подход к знанию опирается на то, что мы ограничены в нашей способности знать и для того, чтобы выразить то, что знаем, вынуждены прибегать к помощи языка, понятий и категорий, из чего следует, что все утверждения, претендующие на истинность, являются культурными конструктами, наделенными ценностью извне. В частности, научный метод постмодернисты рассматривают не как лучший способ производства и легитимации знаний, а как один из множества культурно обусловленных подходов, столь же подверженный ошибкам мышления, как и любой другой.
- Постмодернистский политический принцип: убеждение, что общество состоит из структур власти и иерархий, определяющих, что и как допустимо знать. Это убеждение опирается на отрицание возможности объективного знания, и рассматривается наиболее очевидным образом в работах Фуко, обозначающего знание термином «власть-знание». В постмодернистской теории власть не навязывается свыше, напрямую и открыто, как в марксистской системе, а пронизывает все уровни общества и осуществляется посредством рутинных взаимодействий, ожиданий, условий социальной среды и сконструированных культурой дискурсов, выражающих определенное понимание мира, при этом обладающие властью одновременно намеренно и бессознательно выстраивают общество максимально выгодным для себя образом.

Таким образом, для «прикладного постмодернизма» или «воукизма» наука является всего лишь одним из многих способов производства знания, служащим интересам в первую очередь ее основателей — белых мужчин западного происхождения — и не учитывающим интересы женщин, а также расовых и сексуальных меньшинств. В результате этого активисты демонстрируют радикально-скептическое отношение к науке и продвигают «иные способы познания», включающие в себя личный опыт, критические теории, феминизм и даже поэзию. При этом для «прикладного постмодернизма» важно признавать, что существование в обществе угнетающих и угнетенных групп все же является объективной реальностью (согласно белл хукс, основатели постмодернизма могли себе позволить отрицать ее, так как сами являлись привилегированными белыми мужчинами), даже если эти группы сами по себе сконструированы обществом.
Четыре основных постмодернистских сюжета, связанных с указанными выше принципами:
- Размывание границ. Радикальный скептицизм в отношении достижимости объективной истины и знания в сочетании с верой в культурный конструктивизм на службе власти порождает подозрение к любым границам и категориям, которые были общепринятыми истинами для мыслителей, предшествовавших постмодернизму. Это не только границы между объективным и субъективным или истиной и верой, но также границы между наукой и искусством, различными пониманиями сексуальности и гендера, здоровьем и болезнью (в первую очередь см. понимание психического здоровья у Фуко), и т. д.
- Власть языка. Постмодернистская мысль полагает, что язык является весьма ненадежным способом производства и передачи знания, но при этом обладает могущественной властью над обществом и мышлением, и поэтому он опасен по своей сути. В постмодернистском понимании язык оперирует иерархическими бинарными структурами, в которых один из элементов всегда ставится выше другого и таким образом наделяется смыслом: например, «мужчина» определяется противопоставленностью «женщине» и по отношению к ней воспринимается как нечто вышестоящее. Кроме того, по мнению Деррида, смысл, который вкладывает говорящий, не обладает приоритетом над интерпретацией слушающего, в духе постмодернистской «смерти автора». Практический пример: если говорящий утверждает, что определенные особенности культуры могут стать источником проблем, а носитель этой культуры интерпретирует данное утверждение как скрытый намек на неполноценность этой культуры и считает его оскорбительным, этот подход не оставляет возможности списать оскорбленные чувства на неправильное понимание сказанного.
- Культурный релятивизм. Для постмодернистов любая осмысленная критика ценностей и этики какой-либо культуры из позиции другой культуры невозможна, поскольку каждая культура оперирует различными концепциями знания и исходит исключительно из собственных предубеждений, и такая критика в лучшем случае ошибочна, а в худшем — неэтична, поскольку предполагает объективное превосходство культуры критикующего (за исключением случаев, когда она становится оружием в руках тех, кого активисты относят к маргинализированным или угнетенным группам).
- Утрата индивидуального и универсального. В силу того, что постмодернисты отрицают существование природы человека и считают все или почти все проявления человеческой психики результатом социального конструирования, постмодернистский взгляд по сути отвергает как наименьшую единицу общества — индивида, так и наибольшую — человечество и вместо этого сосредотачивает свое внимание на небольших локальных группах, позиционированных в обществе одним и тем же образом (например, исходя из расы, пола или класса) и в силу этого обладающими одинаковым опытом и восприятием. Таким образом отвергаются как биологические универсалии, так и моральные, наподобие равенства прав, свобод и возможностей для всех индивидов вне зависимости от класса, расы, гендера или сексуальности (в духе «феминизм — это движение не за права человека, а за права женщин» и т. п.)

## История
Слово woke происходит из афроамериканского английского, где связано с глаголом wake «просыпаться, не спать» и заменяет собой причастие прошедшего времени woken или прилагательное awake. Первоначально в афроамериканском английском это слово использовалось в буквальном смысле «бодрствующий», «не спящий» — выражение I was sleeping, but now I’m woke имеет смысл «раньше я спал, теперь я не сплю». С середины XX века оно начало приобретать значение вовлеченности, осведомлённости о проблемах в политическом и культурном смысле.
Ещё в XIX веке, в канун Гражданской войны в США, действовало молодёжное аболиционистское движение Wide Awakes — «Бдительные», «Неспящие»; здесь тема «пробуждения» в плане внимания к проблемам чёрного населения предвосхищала подобные идеи в XX и XXI веках. Тема «пробуждения» афроамериканцев фигурировала и в идеях «Нации ислама» — её последователи считали, что чёрные жители США погружены в некую духовную спячку или «умственную смерть», и их нужно разбудить, не давать спать. Заголовок статьи If you’re woke, you dig it («Если ты в курсе, ты это понимаешь»), опубликованной афроамериканским писателем Уильямом Мелвином Келли в New York Times в мае 1962 года — эта статья, посвящённая проникновению «негритянских» словечек в жаргон битников, стала первым появлением слова woke в печати. В пьесе «Гарви жив!» (1972) Барри Бекхэма, посвящённой Маркусу Гарви, один из персонажей провозглашал, что Гарви пробудил его, и теперь он «не будет спать» и поможет Гарви разбудить и остальной чёрный народ. В 2008 году выражение I stay woke получило новую известность благодаря песне Эрики Баду Master Teacher, где повторяется как припев.
До 2014 года призыв stay woke был малознаком широкой американской публике и вошёл в оборот после гибели Майкла Брауна в 2014 году. Эта фраза использовалась активистами движения Black Lives Matter в специфическом контексте полицейского произвола по отношению к афроамериканцам. Около того же времени слово стало употребляться в научной литературе. В 2016 году афроамериканские буддисты предложили использовать Воук как титул Будды, вызвав энергичную дискуссию: «Что ж нам, теперь вместо „The Buddha said, excellent, excellent!“ говорить „The Woke said: Yo! Dope, man…?“»[стиль].